# القدمة (الحيمة الداخلية)

تعديل مصدري - تعديل

القدمة هي إحدى قرى عزلة بني السياغ بمديرية الحيمة الداخلية التابعة لمحافظة صنعاء، بلغ تعداد سكانها 166 نسمة حسب تعداد اليمن لعام 2004.